# Эюпов, Эльведин Шаипович
Эльведин Шаипович Эюпов (1 октября 1962, Коканд, Ферганская область) — советский и узбекистанский футболист, полузащитник, узбекистанский, украинский и российский тренер.

## Биография
Воспитанник узбекистанского футбола. В соревнованиях мастеров дебютировал в 1986 году во второй лиге в составе ферганского «Нефтяника», провёл в клубе один сезон и стал вторым призёром зонального турнира второй лиги.
С 1988 года стал выступать во второй лиге за команду своего родного города — «Автомобилчи», поднявшуюся в том сезоне из первенства республики в соревнования мастеров. За четыре сезона в советских первенствах сыграл около 150 матчей. После распада СССР выступал за кокандский клуб, переименованный в «Темирйулчи», в высшей лиге Узбекистана, где сыграл более 100 матчей. Финалист Кубка Узбекистана 1992 года. В 1997—2001 годах работал в кокандском клубе тренером-селекционером, но иногда продолжал выходить на поле, клуб в это время выступал в первой и высшей лигах. Всего за карьеру сыграл в родном клубе более 250 матчей.
В начале 2000-х годов начал самостоятельную тренерскую карьеру, возглавлял клубы низших дивизионов Узбекистана «Риштан» и «Ангрен». В 2004—2005 годах был главным тренером «Коканда», однако клуб в это время переживал финансовые проблемы и был отстранён от участия в высшей лиге, пропустив сезон 2004 года, а в 2005 году выступал в первой лиге.
Будучи крымским татарином, в 2005 году перебрался в Крым. Много лет работает детским тренером в КВУОР (г. Симферополь). Среди его воспитанников — Алексей Бабырь. В 2018 году также работал администратором клуба «Кызылташ».
В 2006 году, в 44-летнем возрасте, включался в предварительный состав сборной крымских татар, готовившейся к дебюту в турнире ELF Cup, однако в итоге не сыграл за команду.
Окончил Кокандский педагогический государственный институт (1988).

## Личная жизнь
Сын Назим (род. 1994) тоже стал футболистом, выступал за дубль «Таврии» и любительские клубы Крыма.